# Accused (1936)
Accused is een Britse film uit 1936 met Douglas Fairbanks Jr en Dolores del Rio in de hoofdrollen. De film werd geregisseerd door Thornton Freeland. 

## Rolverdeling
| Acteur               | Personage      |
| -------------------- | -------------- |
| Douglas Fairbanks Jr | Tony Seymour   |
| Dolores del Rio      | Gaby Seymour   |
| Florence Desmond     | Yvette Delange |
| Basil Sydney         | Eugene Roget   |
| Google Withers       | Ninette Duval  |